# 安杰洛·万津
安杰洛·万津（義大利語：Angelo Vanzin，1932年2月8日—2018年5月22日），意大利男子赛艇运动员。他曾代表意大利参加1956年夏季奥林匹克运动会赛艇比赛，获得男子四人单桨有舵手金牌。